# Clemens Kost

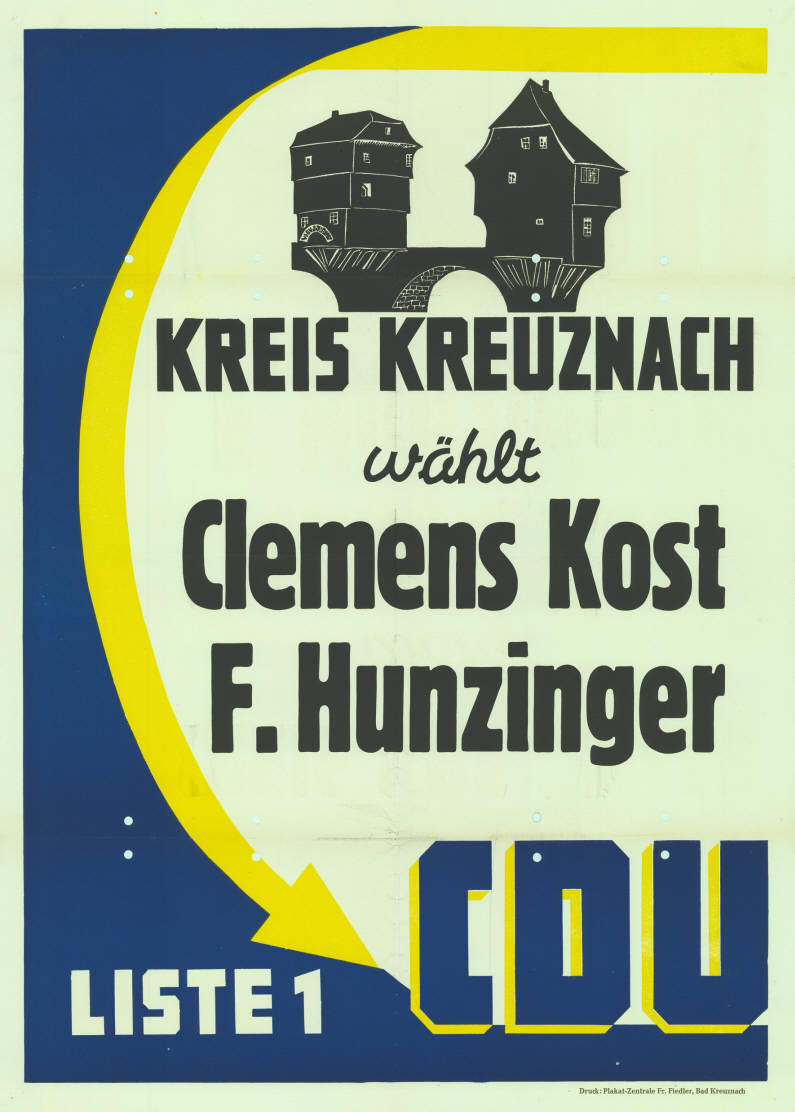
Wahlplakat der CDU zur Landtagswahl 1959

Clemens Kost (* 20. Juni 1903 in Waldböckelheim; † 12. September 1973 in Bad Kreuznach) war ein deutscher Politiker (Zentrum, später CDU).

## Leben
Nach dem Besuch der Volksschule verdiente Kost seinen Lebensunterhalt zunächst als Posthelfer. Von 1920 bis 1929 arbeitete er bei der Rheinstahl AG im Ruhrgebiet. Er schloss sich 1920 dem Christlichen Metallarbeiterverband an, für den er ab 1929 hauptberuflich als Gewerkschaftssekretär in Bad Kreuznach tätig war. In dieser Zeit betätigte er sich als Mitglied der Zentrumspartei in der Kommunalpolitik.
Nach der Machtübernahme der Nationalsozialisten und der Auflösung der christlichen Gewerkschaften wurde Kost als Gewerkschaftssekretär entlassen und 1933 zeitweilig in „Schutzhaft“ genommen. Es folgte eine Zeit der Arbeitslosigkeit. 1935 wurde er wegen Beleidigung des Kreuznacher NSDAP-Kreisleiters für zwei Wochen in einem Gefängnis inhaftiert. Von 1935 bis 1945 arbeitete er als Organisationsleiter bei einer Firma in Mannheim. Während der Zeit des Nationalsozialismus war er Mitglied der Deutschen Arbeitsfront und ab 1938 Mitglied im Reichsbund Deutsche Familie.
Kost war seit 1945 in leitender Stellung beim Arbeitsamt Bad Kreuznach tätig, wurde dort 1949 zum Direktor befördert und war seit 1951 Mitglied des Verwaltungsrates. Er beteiligte sich nach 1945 an der Gründung der ÖTV und wurde deren stellvertretender Kreisvorsitzender.
Kost zählte zu den Gründern der CDU im Landkreis Bad Kreuznach und wurde 1950 zum Vorsitzenden des CDU-Kreisverbandes gewählt. Er betätigte sich wieder kommunalpolitisch, war seit 1946 Mitglied des Stadtrates und von 1946 bis 1952 ehrenamtlicher Beigeordneter der Stadt Bad Kreuznach. Von 1946 bis 1964 war er Mitglied des Kreistages und des Kreisausschusses Bad Kreuznach, ab 1952 als Vorsitzender der CDU-Fraktion. Von 1964 bis 1973 war er Zweiter Kreisdeputierter.
Vom 12. Oktober 1957, als er für den ausgeschiedenen Abgeordneten Jakob Diel über die Landesliste der CDU nachrückte, bis 1967 war Kost Mitglied des Landtages von Rheinland-Pfalz. Bei den Landtagswahlen 1959 und 1963 wurde er über die Landesliste ins Parlament gewählt. Von seinem Eintritt bis zu seinem Ausscheiden aus dem Landtag war er Mitglied des Weinbau- und Weinwirtschaftsausschusses.